# Điệp Thái
Điệp Thái (chữ Hán giản thể: 叠彩区, bính âm: Diécǎi Qū) là một quận thuộc địa cấp thị Quế Lâm, khu tự trị dân tộc Choang Quảng Tây, Cộng hòa Nhân dân Trung Hoa. Quận Điệp Thái có diện tích 52 km², dân số 120.000 người. Mã số bưu chính của Diệp Thái là 541001. Chính quyền quận đóng ở đường Trung Sơn Bắc. Về mặt hành chính, quận Điệp Thái được chia thành 2 nhai đạo (Điệp Thái, Bắc Môn) và 1 hương Đại Hà.